# Kristinn Hrafnsson

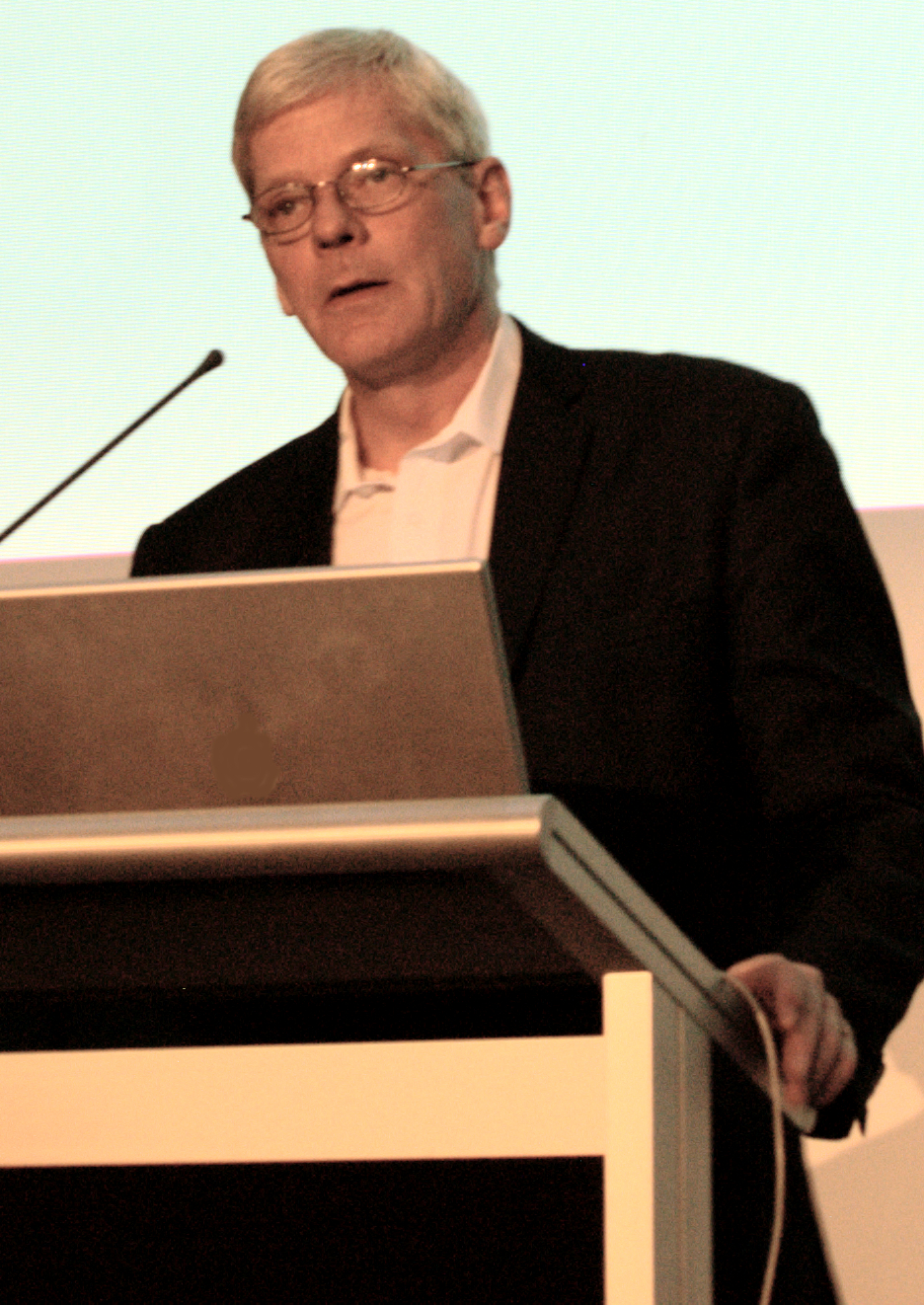
Kristinn Hrafnsson 2011 in Brisbane

Kristinn Hrafnsson (* 25. Juni 1962) ist ein isländischer Enthüllungsjournalist und seit 2018 WikiLeaks-Chefredakteur. Von 2010 bis Anfang 2017 war er Sprecher von WikiLeaks. Er galt als „zweiter Mann“ hinter Julian Assange und ist zusammen mit Daniel Domscheit-Berg, der seit 2010 nicht mehr für Wikileaks tätig ist, und Herbert Snorrason eine der wenigen Personen der Plattform, die nicht anonym geblieben sind.

## Leben
Kristinn war beim isländischen Ríkisútvarpið (RÚV, dt. Staatlicher Rundfunk) beschäftigt, ehe er sich nach dem Zusammenbruch der Kaupthing Bank 2008 der Icelandic Modern Media Initiative (IMMI) zuwandte, die zur Verabschiedung des „fortschrittlichsten Mediengesetzes der Welt mit umfassendem Quellenschutz“ führte. Er war an den Vorarbeiten zur Veröffentlichung des Videos Collateral Murder beteiligt und reiste danach mit Ingi Ragnar Ingason nach Bagdad, um die Überlebenden der Luftangriffe von 2007 zu interviewen. RÚV finanzierte diese Reise mit, entließ ihn jedoch später, offenbar nach einem Streit mit seinem Vorgesetzten. Seit 2010 gehört er zu den Gesellschaftern von Sunshine Press Productions, einem von WikiLeaks in Island gegründeten Unternehmen. Anfang des Jahres 2017 wurde bekannt, dass Hrafnsson aus persönlichen Gründen von der Stelle als Sprecher für Wikileaks zurückgetreten ist. Seit 2018 ist Kristinn Chefredakteur von Wikileaks.

## Auszeichnungen
Kristinn Hrafnsson wurde für seine Arbeit an Collateral Murder von der isländischen Journalistenvereinigung als Journalist des Jahres 2010 ausgezeichnet. Er kommentierte dies damit, es sei die dritte Auszeichnung, die er für seine Arbeit erhielte, aber er sei ebenso oft entlassen worden.

## Private Mails von Google an das FBI übergeben
Im Dezember 2014 wurde bekannt, dass Google 43.000 Mails von Hrafnsson an das amerikanische FBI übergeben hat. Da Wikileaks intern anscheinend nicht über Google kommuniziert, handelt es sich vermutlich um private Kommunikation Hrafnssons.